# Castle Crag (Tasmanien)
Der Castle Crag (auch: Falling Mountain) ist ein 1482 Meter hoher Berg im Zentrum des australischen Bundesstaates Tasmanien. Er liegt in der Du Cane Range am Ostrand des Cradle-Mountain-Lake-St.-Clair-Nationalparks und steht in der Reihe der höchsten Berge Tasmaniens an 12. Stelle.
Der Berg ist eine wichtige Sehenswürdigkeit im Nationalpark und beliebt bei Wanderern und Bergsteigern.